# Невский, Сергей Павлович
Сергей Павлович Не́вский (10 октября 1972, Москва) — российский и немецкий композитор.

## Биография
Сергей Невский окончил училище при Московской консерватории, а затем изучал композицию в Высшей школе музыки в Дрездене и Берлинском университете искусств у Фридриха Гольдмана. После окончания аспирантуры в Университете искусств изучал там же теорию музыки у Хартмута Фладта. Значительное влияние на его становление оказали мастер-классы у Маттиаса Шпалингера, Винко Глобокара, а также контакты с берлинской импровизационной сценой.
С 1994 года музыка Невского звучит на международных фестивалях в Донауэшингене, Берлине («Berliner Festwochen», «UltraSchall», «Maerzmusik»), Вене («Wien Modern»), Штутгарте («Eclat»), Мюнхене («Musica Viva»), Амстердаме («Гаудеамус»), Цюрихе, Мадриде, Москве («Территория», «Другое пространство», «Московский форум») и Петербурге («Пифийские игры»). В 2011—2012 годах он был куратором проекта «Платформа» в Центре современного искусства «Винзавод». В 2012 году в Большом театре состоялась премьера его камерной оперы «Франциск».
Сергей Невский получал заказы от Берлинской государственной оперы, фестиваля Руртриенале, Министерства культуры Норвегии, Берлинской академии искусств, Концертхауса Берлина, фестиваля «Территория», фонда «Про Арте», ансамблей Klangforum Wien, Neue Vocalsolisten Stuttgart и др. Также исполнялся Ensemble Modern, Nieuw Ensemble, Московским ансамблем современной музыки (МАСМ), солистами Натальей Пшеничниковой и Теодором Анцеллотти, Якобом Дилем, дирижёрами Йоханнесом Калитцке, Теодором Курентзисом, Владимиром Юровским. Сотрудничает с режиссёрами Кириллом Серебренниковым (музыка к спектаклю «Человек-подушка» в МХТ имени Чехова и фильму «Юрьев день»).

## Стипендии и награды
Невский является стипендиатом немецкой академии Casa Baldi в Риме, Villa Serpentara, Международного города искусств в Париже, Берлинского сената и Академии искусств Берлина, Виллы Аврора в Лос-Анджелесе.
В 2006 году он был удостоен Первой премии на Штутгартском конкурсе композиции, в 2008 году — приза ансамбля «Про Арте» и публики на фестивале «Пифийские игры» за пьесу «Всё». Лауреат премий «Золотая маска» за оперу «Франциск» (Специальная премия жюри музыкального театра) и Kunstpreis Berlin 2014 года. Сочинения издаются в Доме Рикорди.
Член группы композиторов «Сопротивление материала», СоМа, живёт в Берлине и в Москве.

## Творчество

### Отзывы
Режиссёр Кирилл Серебренников, с которым тесно сотрудничает композитор, говорит о нём: «Сергей Невский — большой талант, очень умный человек, а главное — у него есть какая-то своя акустика, совершенно особое звуковое восприятие окружающего мира. Я много слышал его нетеатральных, оркестровых сочинений — это актуальная, яркая, умная и при этом чувственная музыка. […] Для меня важно то, что Невский умеет особенно точно и верно транслировать ощущение времени».
«Музыка, которую пишет композитор Сергей Невский, — считает обозреватель телеканала „Культура“, — вполне может вызвать у неподготовленного слушателя недоумение и даже шок. Но, кажется, именно такой реакции он и добивается. Невский убеждён, что настоящее искусство не должно подстраиваться под вкусы публики. Тем не менее, его творчество хорошо известно в России и за её пределами».

## Сочинения

### Сценические произведения
- «Autland» (2008/09)[8][9][10][11][12][13][14][15]. Музыкальный театр Сергея Невского для шести солистов, смешанного камерного хора и электроники.
- «Франциск» (2008—2010)[16][17][18][19]. Камерная опера для двух солистов, восьми певцов и двадцати инструментов.
- «Время секонд-хэнд» (2018/19)[20][21]. Опера, основанная на текстах из одноимённого романа Светланы Алексиевич.

### Оркестровые сочинения
- 18 Episodes for Orchestra (2018/19).
- «Heath» (2018) для альта и струнного оркестра.
- «Cloud Ground» (2015) для скрипки и оркестра.

### Ансамблевые сочинения
- «Letter to H. Marx» (2018) для баритона и 14 инструментов.
- «Arbeitsfläche» (2011) для валторны, альта, ударных, рояля, тубы и контрабаса.
- «Alles» (2008) для чтеца и восьми инструментов.
- «Figuren im Gras» (2001) для семи инструментов.

### Вокальные сочинения
- «Island» (2011), три пьесы для смешанного хора, аккордеона и перкуссии к «Нибелунгам[нем.]» Фридриха Хеббеля
- «Dolze mio drudo» (2010). Сценическая кантата для пяти голосов, трёх духовых и шумовых инструментов. Альтернативный состав: Мадригал для пяти голосов и четырёх тромбонов ad libitum. Текст Фридриха II-го.
- «Vray dieu d’amours» (2007) для баса и альта (вок.). Текст Маттеуса Пипеларе[англ.].
- «Was fliehen Hase und Igel…» (2004) для шести голосов. Текст Эйнара Шлифа[нем.].
- «Fluss» (2003/05) для голоса и ансамбля.
- Generator (2001/02) для четырёх голосов соло.
- «J'étais d’accord…» (2000) для голоса, камерного ансамбля и электроники.
- «Canto quarto» (1998) для пяти голосов и шести инструментов.
- «Pesnya» (1999) для голоса соло.

### Камерная музыка
- «Wut» (2013) для флейты, виолончели, ударных и фортепиано.
- «Tcas» (2011/12) для скрипки и пяти струнных инструментов
- «channel surfing» (2010) для альт-саксофона, аккордеона и контрабаса.
- «Rost» (2009/10) для виолончели и электроники.
- Струнный квартет № 3 (2009) для двух скрипок, альта и виолончели.
- «Glissade» (2009) для флейты пикколо и бас-кларнета.
- «Le Greygnour bien» (2008/09) для ударных соло и альта, виолончели, бас-кларнета и фортепиано
- «Blindenalphabet» (2007) для бас-кларнета, скрипки, ударных и аккордеона.
- «Altérations» (2007) для альтового саксофонa, трубы, ударных и виолончели.
- «Blick aus der Entfernung» (2006) для голоса и ансамбля.
- «Rost» (2005/07) для виолончели соло.
- «Und dass der Tod nicht fern bleibt» (2005) для чтеца и струнного квартета.
- «Folia» (2004) для аккордеона и контрабаса.
- Bastelmusik 1 — 2 (2003/04) для альтa, ударных, саксофона и фортепиано.
- Allegro hemmungloso (2001) для гобоя, виолончели и фортепиано.
- «Fotografie und Berührung» (2000) для струнного квартета.
- «Exploding Rooms» (1998) для фортепиано соло.
- «Rift» (1999/2005) для бас-кларнета, скрипки и фортепиано.

### Дискография
- Bastelmusik (2003)
- European Young Generation
- Edition Zeitklang CD ez-21019
- Fluss (2003)
- Donaueschinger Musiktage 2003 col legno WWE2CD20230

### Избранные статьи
- Флюксус: революция как иронический жест (Трибуна современной музыки, 2-3/2007)
- Ответ на вопрос, существует ли красота в современной музыке (Трибуна современной музыки, 1/2005)
- Новое поколение в России: изобретение традиции (нем.) в Positionen Nr. 78 (03/09)